# Julija Chakimowa
Julija Ildusowna Chakimowa (ros. Юлия Ильдусовна Хакимова, ur. 28 lutego 1981 w Moskwie) – rosyjska florecistka, trzykrotna medalistka mistrzostw świata.
W 2001 roku zdobyła drużynowo srebrny medal na mistrzostwach świata juniorów w Gdańsku.
Podczas mistrzostw świata w Nîmes w 2001 roku Rosjanki w składzie: Jekatierina Juszewa, Swietłana Bojko, Olga Łobincewa i Julija Chakimowa zdobyły srebro w zawodach drużynowych. W tej samej konkurencji zdobyła następnie złoty medal na mistrzostwach świata w Turynie (2006) i kolejny srebrny na mistrzostwach świata w Hawanie (2007).
Zdobyła ponadto brązowy medal drużynowo na mistrzostwach Europy w Bourges (2003) oraz złoty drużynowo na mistrzostwach Europy w Izmirze (2006).
Nigdy nie wzięła udziału w igrzyskach olimpijskich.